# Domenico di Sora
San Domenico abate, meglio conosciuto come San Domenico da Foligno oppure San Domenico di Sora (talvolta di Cocullo),o anche San Domenico da Collepardo avendo vissuto in quei luoghi per 15 anni, in latino Dominicus de Sora e Dominicus Confessoris (Foligno, 951 – Sora, 22 gennaio 1031), è stato un abate italiano, riformatore della vita monastica a cavallo tra il X e l'XI secolo, venerato come santo dalla Chiesa cattolica.

## Biografia
La terra d'origine di Domenico ed il periodo storico incisero profanamente nell'attività religiosa del monaco benedettino; vissuto a cavallo dell'anno 1000, quando in Italia, proprio nell'Umbria spoletina, iniziavano a delinearsi i due diversi tipi di incastellamento che avrebbero poi reso effettive le cause della lotta cittadina fra guelfi e ghibellini, mosse la sua attività di predicatore, fondatore di cenobi e di riformatore dei costumi nell'area geografica dell'ex Ducato di Spoleto e del romano Comitatus Campaniae (Umbria, Lazio, Abruzzo, Molise), operando prevalentemente nell'Abruzzo interno e del Lazio sud-orientale, da nord verso sud, fino alla Terra di San Benedetto e alla Campania. Le esperienze che i suoi biografi riportano, per cui è venerato come santo dalla Chiesa cattolica, sono ricordate come esempio di virtù monastiche, obbedienza e devozione religiosa, impegno civile, nonché per la vocazione mistica e taumaturgica della sua predicazione; gli si attribuiscono infatti anche vari miracoli.
Nacque a Foligno, in località Colfornaro di Capodacqua, nel 951, da Giovanni ed Apa.

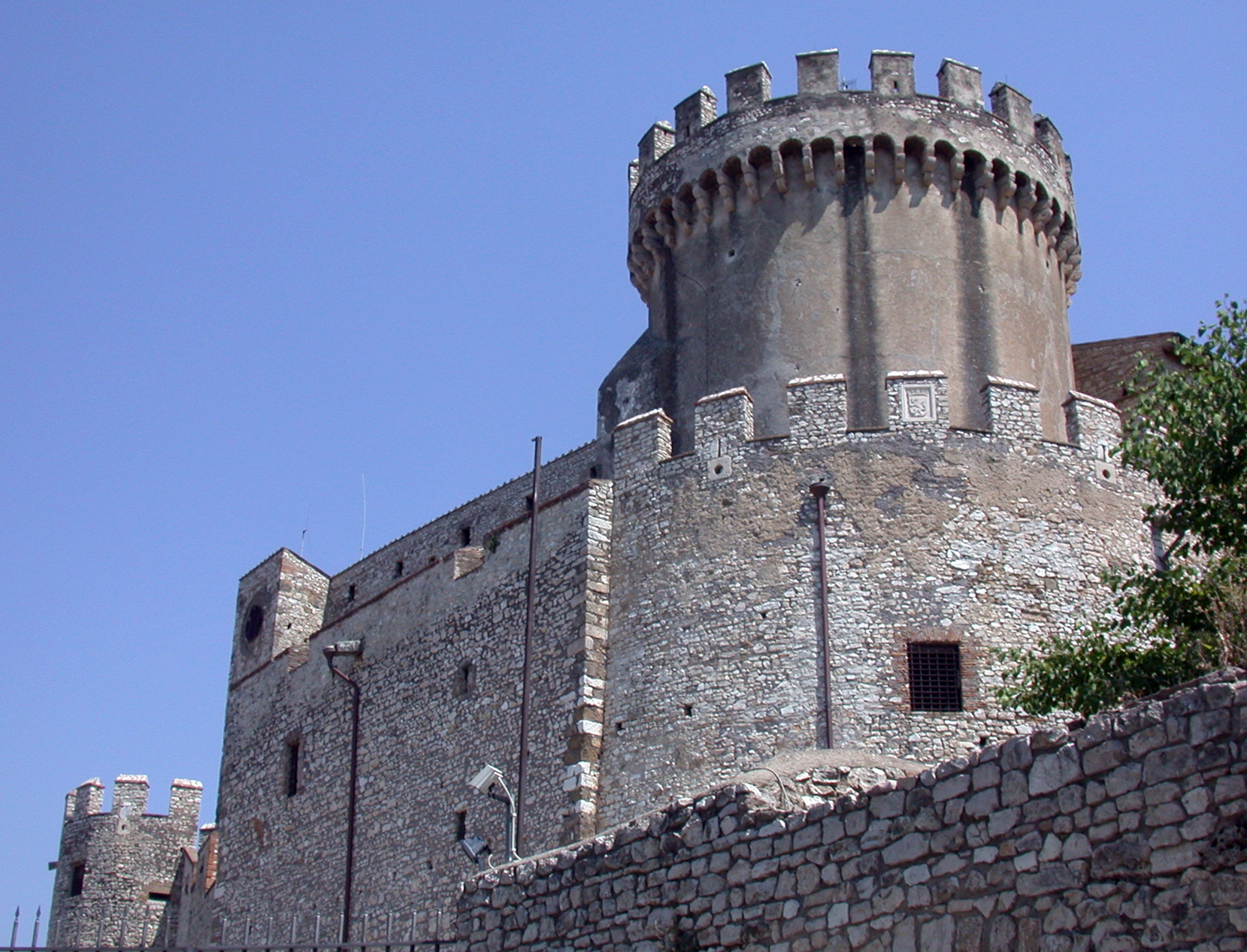
Il castello di Nerola, la principale fortezza del feudo crescenzio in Sabina nell'XI secolo

### Formazione culturale e religiosa
Fu affidato sin da fanciullo ai monaci benedettini di San Silvestro Curasero, dove seguì regolarmente gli studi di retorica, musica ed aritmetica, entro i dettami della Regola di San Benedetto. Quando giunse a maturità, iniziò il suo percorso spirituale in Sabina, dove l'abate Donnoso stava realizzando un monastero dedicato alla Madre di Dio nel luogo dove un tempo esisteva un simulacro del dio Ammone, perciò chiamato dopo l'evangelizzazione dei pagani Petra Demone, e là per la prima volta sperimentò l'isolamento di un romitorio. Nel 974 prese i voti e divenne effettivamente monaco benedettino ed infine sacerdote, quando forse venne inviato da Donnoso a Montecassino, nel monastero che rinasceva sotto la gestione di Aligerno, o più probabilmente maturò la vocazione all'ascesi degli eremi nella sola Sabina.

### Predicazione e attività monastica

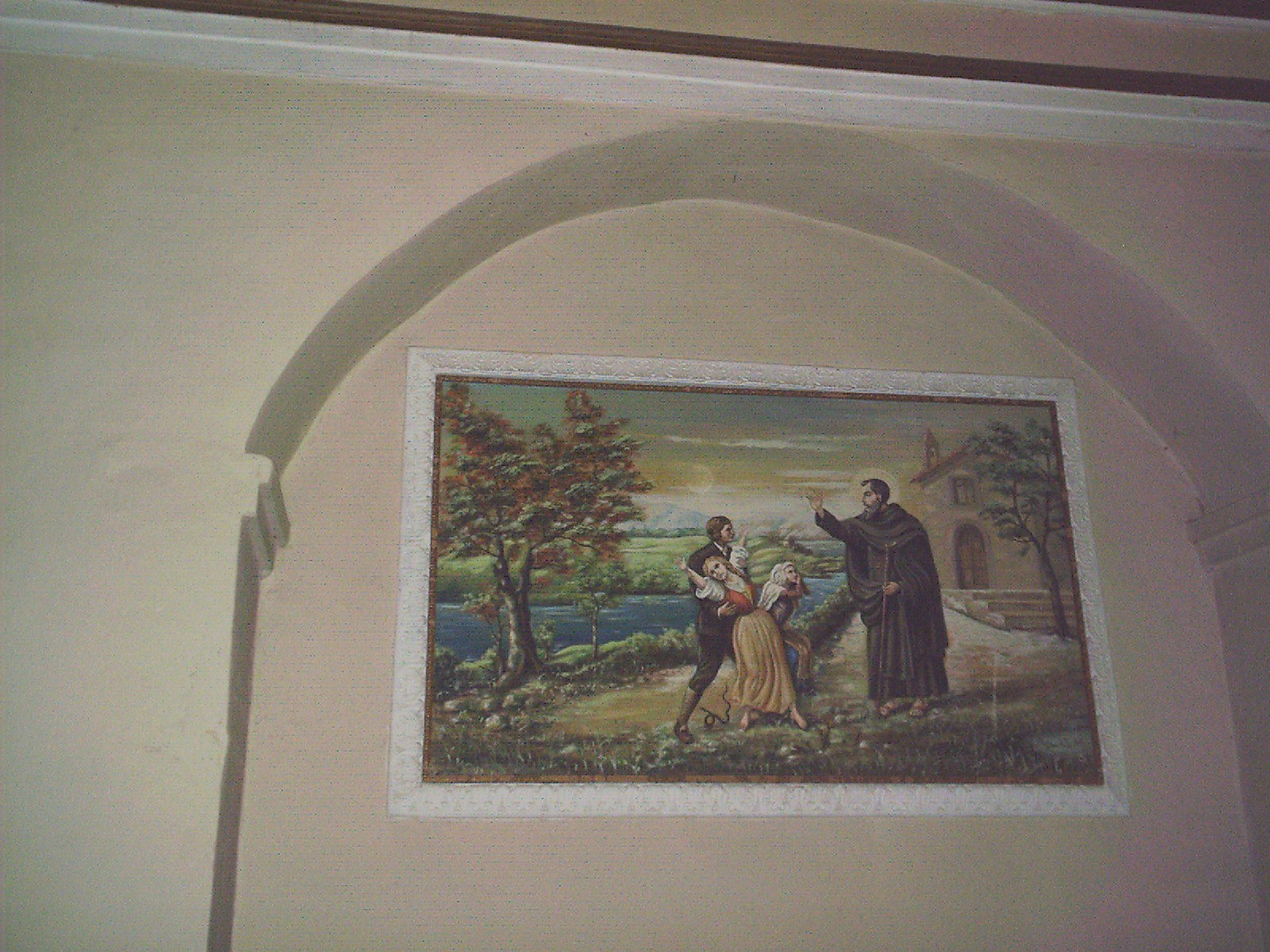
Affresco dell'eremo di San Domenico a Villalago

Luigi Tosti e con lui Atanasio Taglienti, nelle loro ricostruzioni della vita di Domenico, ipotizzano che il santo coltivò a Montecassino quegli studi che la regola benedettina prescriveva per la formazione spirituale dei monaci, fra cui, oltre ad un più profondo incontro con i classici, gli esercizi della solitudine e la predicazione volgare. La sua attività monastica riscosse così subito fama presso le popolazioni e il clero cittadino, e quindi al soggiorno cassinate sarebbe seguito, per volontà stessa del monaco, un lungo periodo di ritiro ai confini del territorio farfense, là dove aveva trascorso il suo noviziato, attirando anche questa volta l'interesse del popolo, dei contadini, dei pastori e dei signori locali. 
Di nuovo a Petra Demone, ebbe l'autorizzazione da papa Giovanni XV per costruire il suo primo monastero, con l'appoggio del feudatario Uberto, che amministrava il latifondo dei Crescenzi in Sabina, allora in lotta contro i monaci di Farfa. 
In un'epoca in cui le attività monastiche erano fortemente influenzate dalle numerose ricostruzioni rurali, l'opera di Domenico fu sostenuta dal potere laico che beneficiava della produzione economica dei nuovi cenobi per sostenere l'insediamento di nuova popolazione nelle valli appenniniche e il cosiddetto «incastellamento». Il monastero fu dedicato a San Salvatore, oggi conosciuto come San Salvatore minore, e ne fu abate fino alla nomina del suo successore, un tale Costanzo.

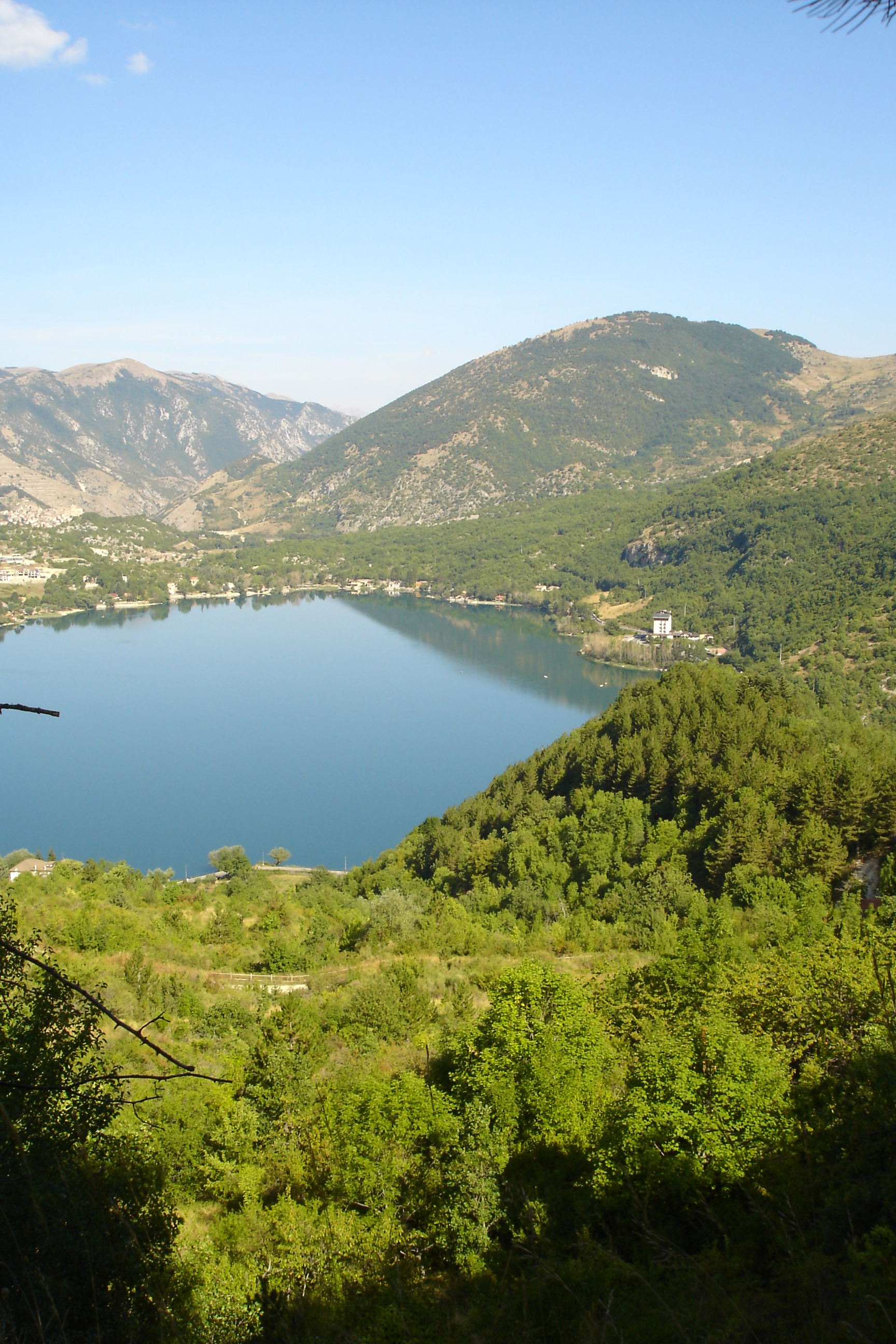
Il lago di Scanno da Sant'Egidio; in fondo le aride montagne di Villalago, i luoghi della prima missione di San Domenico in Abruzzo

Dopo questa prima esperienza, in Sabina incontrò Giovanni, monaco che fu suo fedele seguace e suo biografo, con cui riprese la vita solitaria, fondando diversi ereti e, con il sostegno economico dei potenti locali (magnatibus terrae) Credenderio e Zatterio, un monastero dedicato alla Santissima Trinità, sul monte detto Pizzi. Qui poi, presso un indeterminato fiume «Aventino» (iuxta flumen Auentinum), che probabilmente è il Velino o un suo affluente, o un affluente del Farfa, i due feudatari gli commissionarono la costruzione di un altro monastero, intitolato alla Madre di Dio.

#### Domenico in Abruzzo e Molise
La vicinanza ai Crescenzi di Roma lo portò a conoscere i conti dei Marsi, Teodino, Berardo e Oderisio. Costoro erano i diretti discendenti di Rainaldo dei Marsi, figlio di Dorazio e Berardo Franceschini , il quale era stato nominato conte dei Marsi da Ugo di Provenza, che, tramite la moglie Marozia, era indirettamente imparentato con i Crescenzi e con gli ultimi duchi di Spoleto. In quest'epoca le famiglie romane acquisivano ampi poteri nella Marsica, vista anche la crisi in cui precipitò Montecassino ai tempi della seconda distruzione e la successiva lenta ricostruzione del 949. Domenico si trovò in un contesto molto delicato quindi, dove da una parte l'ordine cassinese che cercava di ricostruire il suo ampio patrimonio fondiario in Abruzzo veniva osteggiato dai feudatari locali e dall'aristocrazia senatoria romana, dall'altra invece le politiche religiose dei feudatari sembravano più indirizzate verso il sostegno di strutture monastiche giuridicamente assoggettate alle signorie locali, non in grado di costituire entità feudali autonome né di disporre di proprie strutture militari, come era stato fino ad allora per i centri della  cazzona due Terra di San Benedetto.

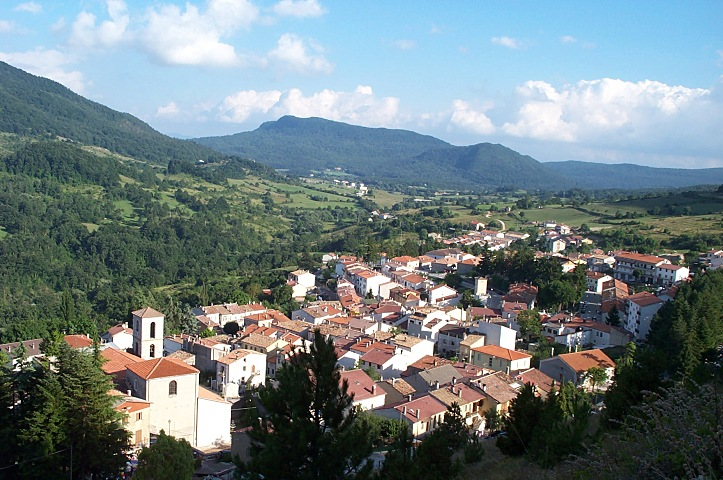
Il borgo di San Pietro Avellana

L'area scannense fu quindi sede della nuova attività religiosa di Domenico, a seguito di una concessione territoriale di Oderisio nell'attuale territorio di Villalago, località Prato Cardoso, dove il santo, con il suo discepolo Giovanni, si ritirò in preghiera e per diffondere la regola di San Benedetto. Attorno al 1000 la missione di Domenico si concretizzò nella realizzazione del monastero noto come San Pietro de Lacu, da cui poi si sviluppò con l'afflusso di coloni e laici, il primo nucleo di Villalago, oggi in località Villavecchia, e nella fondazione di un eremitaggio stabile in località Plataneta dedicato alla Trinità (oggi Lago di San Domenico). I conti concessero ai monaci ampi possedimenti, cosicché presso il lago di Scanno si fronteggiavano all'epoca da una parte i cenobi benedettini originari delle Acquevive e di Collangelo (tutti a dedicazione micaelica), dall'altra le nuove fondazioni di Domenico a Villalago.
Una situazione simile a quella scannense si verificò anche nell'attuale Molise, per le stesse ragioni politico-religiose, presso l'attuale San Pietro Avellana, dove l'eremita fu richiamato da Borrello, conte di Sangro, e quindi impegnato dal 981 nella costruzione di un monastero, contribuendo al ripristino della presenza stabile del clero e alla nuova evangelizzazione del Sannio volturnense, dove le strutture religiose erano ampiamente decadute a seguito delle invasioni saracene e della distruzione di San Vincenzo al Volturno del IX secolo. In quest'area in particolare la fondazione di Domenico ebbe carattere molto più localistico e feudale e si affiancò alle ricostruzioni volturnensi sostenute dal potere imperiale. Fu primo abate tale Pietro.

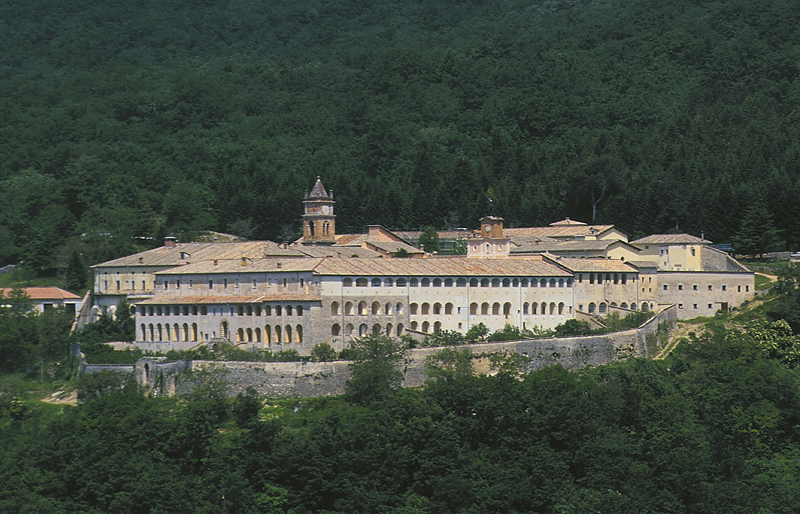
La certosa di Trisulti oggi

#### Domenico in Campania
Le fonti tradizionali non dicono nulla sulle cause del viaggio di Domenico in Campania ed adducono come motivo della nuova missione l'ispirazione divina, arrivata per mezzo di una guida angelica. Il Comitatus Campaniae (così si chiamava l'amministrazione feudale della Campagna di Roma) però, prima dell'arrivo del predicatore, era stato teatro della lotta, come lo era stata la Sabina, tra i Crescenzi e i nobili locali, che detenevano il titolo di comes Campaniae. Il contrasto nel 969 arrivò al punto che il conte di Campania, Roffredo I di Veroli si schierò con il praefectus Urbis ribelle Pietro, contro Giovanni XIII, che favoriva i Crescenzi romani, riuscendo però sconfitto. Così, benché le agiografie dimentichino completamente il contesto politico in cui operò il santo, risulta evidente la connessione tra la sua attività e la nobiltà romana: Domenico si insediò infatti proprio in quel tratto dei monti Ernici al confine tra il territorio di Veroli e la Contea dei Marsi, località che erano state teatro della capitolazione dei campanini ribelli a Giovanni XIII.
Per tre anni visse qui in una grotta del Monte Porca, un'appendice del Monte Rotonaria, finché non divenne celebre per il suo carisma e per la sua predicazione anche tra i pastori campani e i nobili locali. Poi, con l'aiuto di alcuni monaci cassinesi, e beneficiando di una donazione del comune di Vico, attorno al 987 edificò un monastero dedicato a San Bartolomeo nel territorio di Collepardo, dove insediò una comunità monastica sotto la direzione di tale Alberto. L'area è oggi nota come Trisulti, e a poche centinaia di metri dal monastero fondato dal Santo è poi sorta l'omonima Certosa di Trisulti. Iniziò da qui poi una nuova campagna missionaria, incentivata dalla maggiore vicinanza a Roma e dalla maggiore disponibilità di appoggi politici entro i confini dello Stato Pontificio, che ancora non aveva un'identità giuridica uniforme. Ancora una volta il legame con i Crescenzi, allora l'unica forza politica in grado di intervenire incisivamente nel Comitatus Campaniae, permise a Domenico di continuare l'opera monastica: Amato, comes Signae, vicino, per via del nipote Gregorio, sposo di Maria di Rogasia dei Crescenzi, alla nobile famiglia romana,, richiamò il santo sui monti Lepini, presso la cima del «Cacume», dove gli commissionò la costruzione di un monastero dedicato all'Arcangelo Michele. Domenico affidò il luogo sacro a tale Cofredo o Pietro.

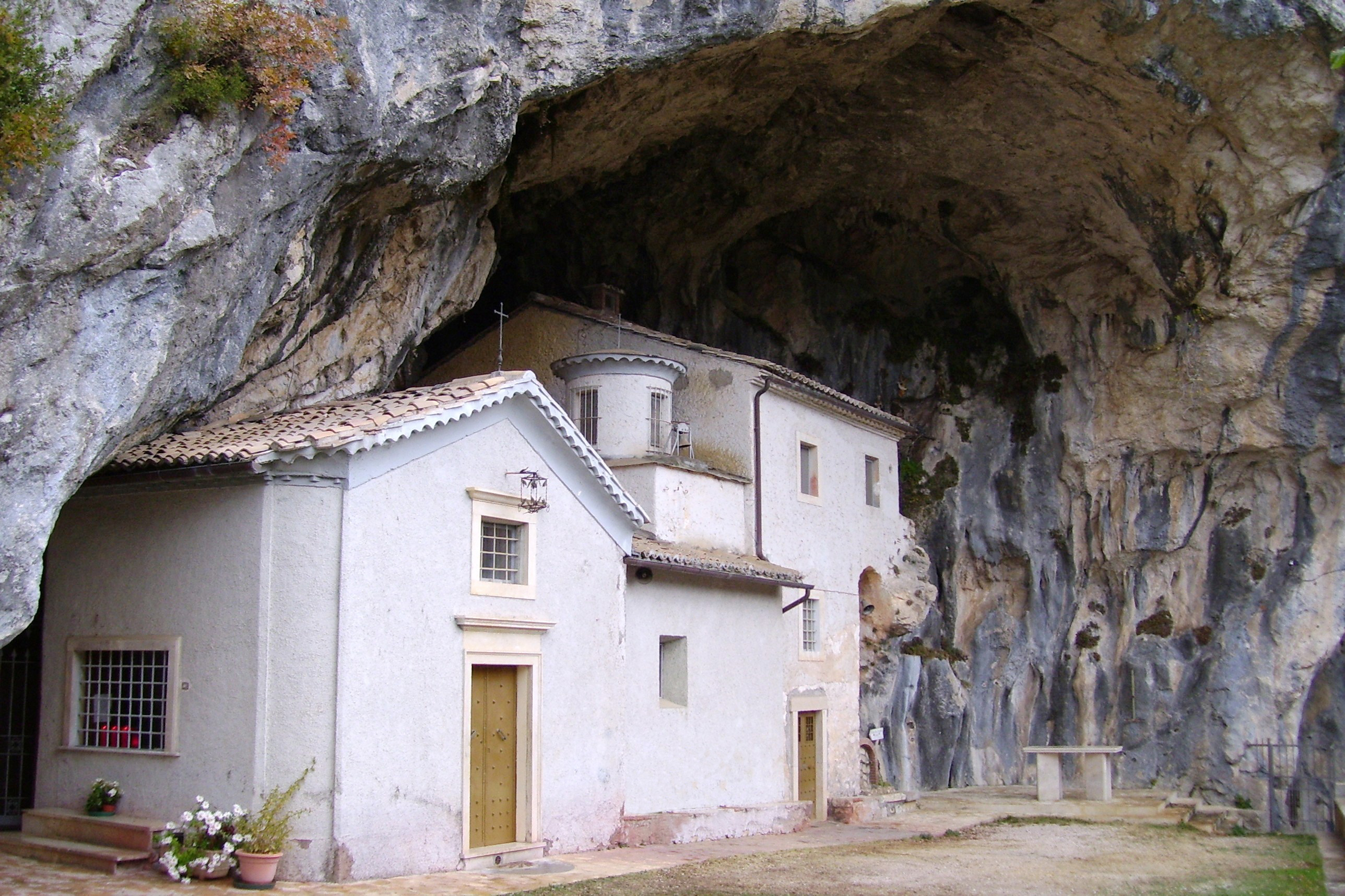
Chiesa della Madonna delle Cese, romitorio mariano presso il Rio Fortuno

Secondo Alberico il monaco tornò poi in rapporti con i conti dei Marsi, di cui erano parenti i signori di Sora, e qui si spostò per fondare diversi monasteri. La Vita prima o «Vita di Giovanni», prima di descrivere l'incontro con i nobili sorani, ricorda l'episodio della fondazione di un altro romitorio dedicato alla Vergine Maria, dove il santo avrebbe dimorato per due anni, ad flumen qui Flaternus vocatur.

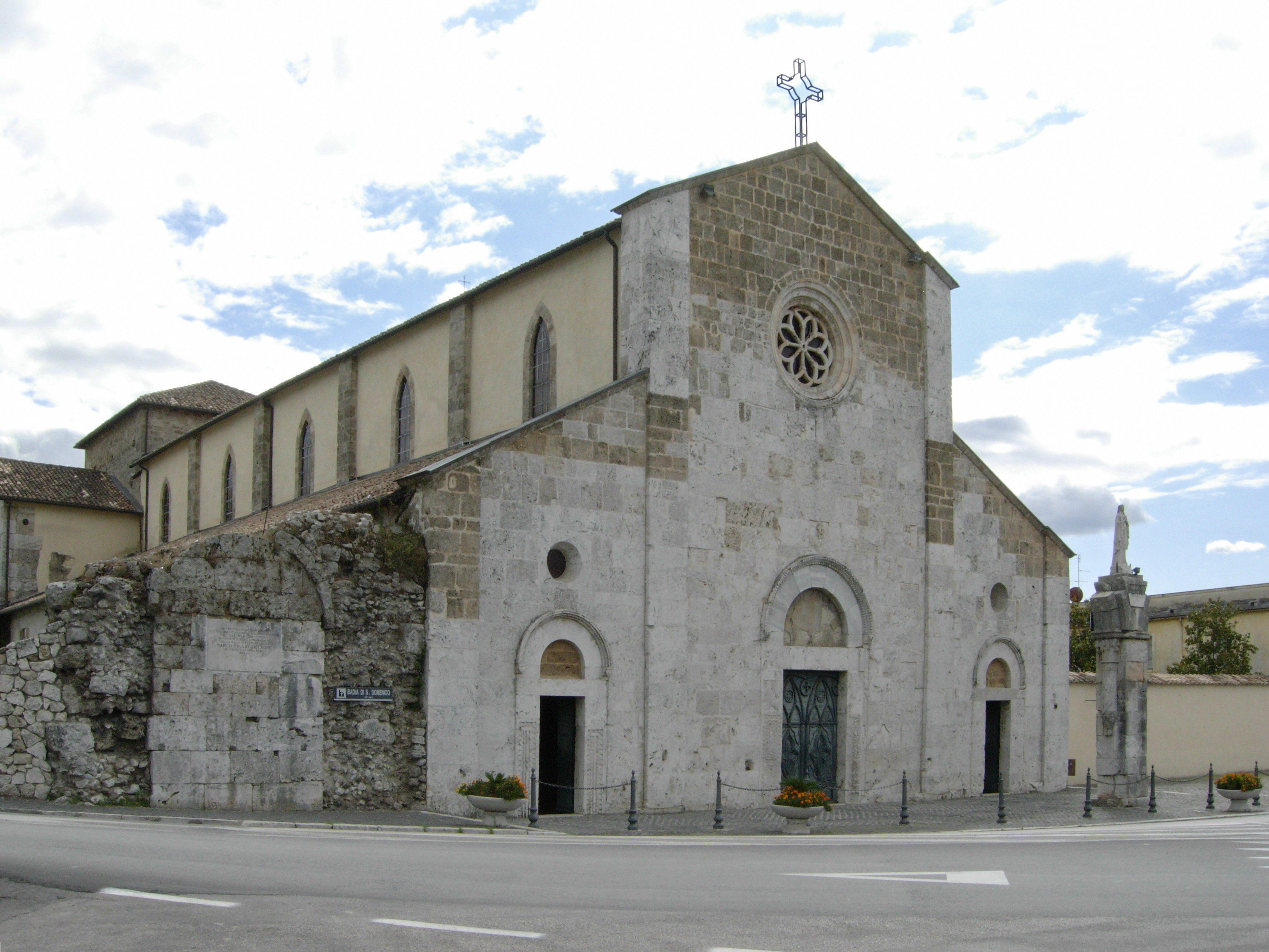
Abbazia di San Domenico a Sora

Grazie a una donazione del conte Pietro Rainerio, signore di Sora, fondò sui resti della villa natale di Marco Tullio Cicerone l'abbazia di Maria SS. Assunta oggi co-intitolata a S. Domenico abate dove morì nel 1031 e vi è sepolto.

## Culto

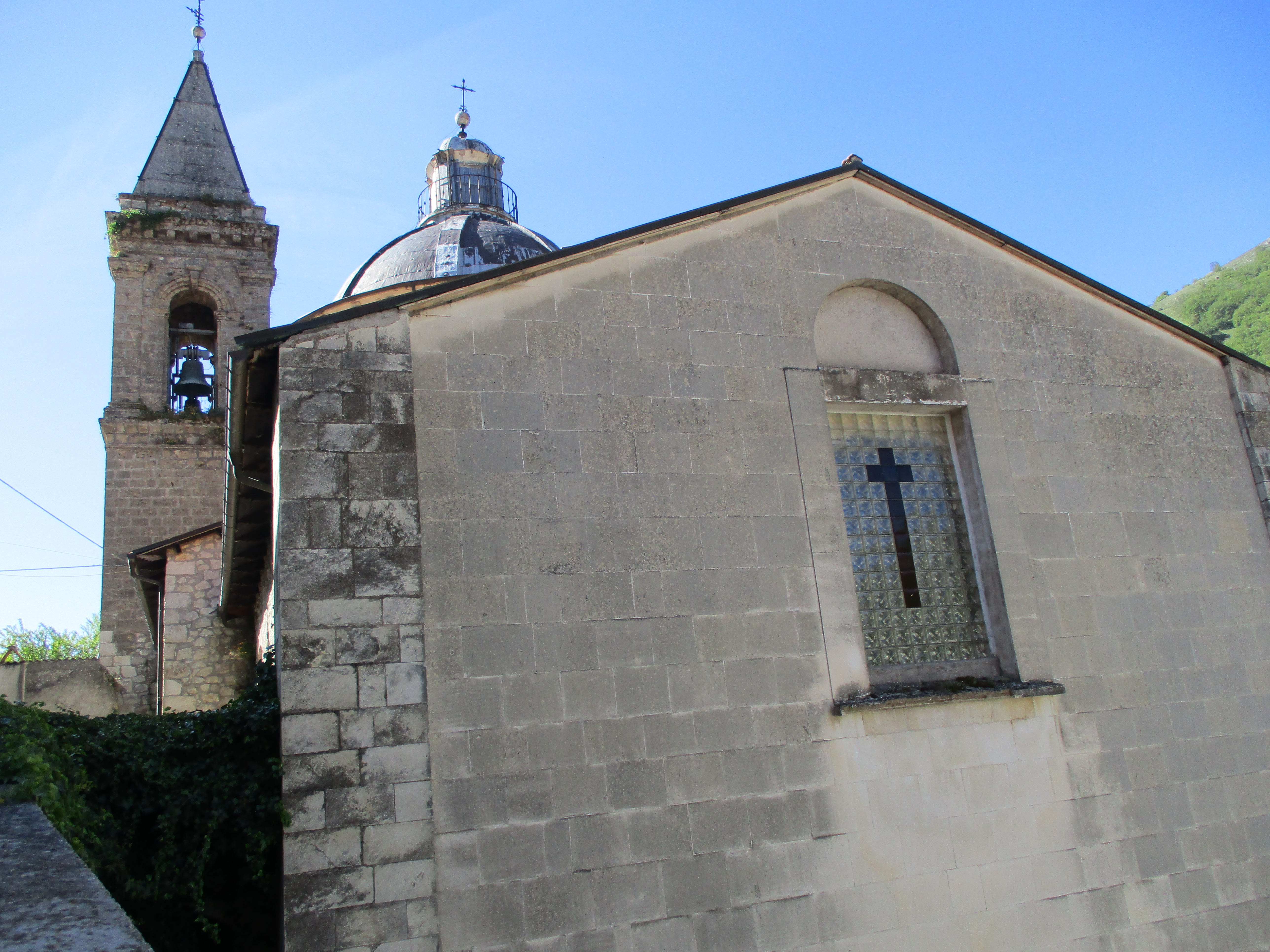
Chiesa del santuario di San Domenico a Cocullo

Venerato a Sora e nel frusinate, è considerato guaritore dai morsi dei serpenti. A Cocullo (L'Aquila), il primo di maggio, la statua del Santo è portata in processione coperta di serpenti.
Il santo viene ricordato il 22 gennaio.

### Tradizioni popolari
Tradizioni popolari si svolgono a Sora (Pascarella), a Cocullo e nella Valle del Sagittario. Il Primo maggio, inoltre, a Pretoro (CH) c'è la festa in suo onore in cui si ricorda il Miracolo di San Domenico e il lupo, avvenuto proprio in paese. A Cocullo, si tiene la celebrazione di San Domenico e il Rito dei Serpari con compagnie di pellegrini provenienti in particolare da Atina (FR) e la presentazione al Santo dei serpenti. La manifestazione è una delle più importanti caratteristiche tradizioni abruzzesi e richiama turisti da ogni parte d'Italia.
San Domenico e i serpari (il Succiavacche).

### Santuari
- Santuario di San Domenico, Sora.
- Chiesa di San Domenico, Cocullo.
- Santuario di San Domenico, Villalago.
- Santuario di San Domenico, Fraine.